# G-Lock
G-Lock est une attraction de type Air Race construite par Zamperla et ouvert depuis le 30 avril 2014 dans le parc d'attractions Walygator Grand Est situé en Lorraine.
L'attraction se situe dans la zone « Space World » du parc avec Space Shot et Comet.

## Description
Conçu par Gianbattista Zambelli, ce type de manège appelé Air Race se meut avec la rotation du mât central et la révolution des bras,. Il reproduit ainsi les sensations ressenties à bord d'un avion s'adonnant à la voltige aérienne.
Le nom de l'attraction située face à Space Shoot est inspiré du terme anglais G-LOC (G-force induced Loss Of Consciousness), phénomène du voile noir en français qui est utilisé dans le domaine de l'aviation pour désigner une perte de connaissance liée à des conditions de vols extrême.
Pour installer l'attraction, le gros chantier a lieu de décembre 2013 à avril 2014. Le manège est livré au début du mois d'avril. Selon le directeur d'exploitation, le montage nécessite vingt-et-un jours et viennent enfin les tests de sécurité. Le manège ouvre le 30 avril 2014 et l'inauguration officielle a lieu le 7 juin 2014. L'entreprise belge Giant est chargée de réaliser la thématique spatiale entourant le manège, elle est déjà maître-d'œuvre en 2007 de Terror House dans le même parc ainsi que d'autres aménagements,,. Le conseil général de la Moselle participe à hauteur de 150 000 € pour l'acquisition de l'attraction.
Rebaptisée Space World, la zone entière où est installé G-Lock est redynamisée et bénéficie de travaux esthétiques autour du thème de l'espace selon les plans de la société Giant. De plus, une nouvelle attraction pour enfants y est inaugurée.

## Données techniques
- Diamètre sans mouvement des bras : 11 m
- Diamètre avec mouvements des bras : 23,1 m
- Nombre de bras : 6
- Nombre de navettes : 6 de 4 places équipées de harnais
- Hauteur culminante des navettes : 8 m
- Force G : 4 G
- Capacité horaire : 480 personnes
- Puissance : 109 kW[11]